# Biertowice
Biertowice – wieś w Polsce położona w województwie małopolskim, powiecie myślenickim, gminie Sułkowice.
W latach 1959–68 w granicach osiedla Sułkowice. W latach 1975–1998 miejscowość administracyjnie należała do województwa krakowskiego.
Wieś położona jest na Pogórzu Wielickim, nad rzeką Harbutówką.
W miejscowości znajduje się kościół parafialny pw. Matki Bożej Różańcowej poświęcony 2 sierpnia 1992 przez kard. Franciszka Macharskiego.